# Julie James
Julie James è un personaggio immaginario, tra i protagonisti del franchise letterario e cinematografico di So cosa hai fatto. 
Il ruolo del personaggio nel primo film ha ricevuto un'accoglienza generalmente negativa.

## Il personaggio

### Libro
Julie è una studentessa liceale che vive nella fittizia città di Silver Springs, nel New Mexico, con la madre vedova; è una cheerleader superficiale che trascura lo studio per divertirsi con gli amici.
Verso la fine del suo terzo anno scolastico, mentre è in auto con il fidanzato Ray e gli amici Barry e Helen, il gruppo investe accidentalmente un ciclista e scappano senza aiutarlo. Il gruppo decide di non parlare più dell'accaduto per timore di compromettere le loro vita, ma Julie, traumatizzata e preda dei sensi di colpa per quanto successo, lascia il suo ruolo di cheerleader, si allontana dagli amici e si concentra sullo studio al fine di essere accettata in un college lontano da casa, per lasciarsi alle spalle quanto successo.
Un anno dopo l'incidente, Julie riceve un inquietante messaggio anonimo che allude a quanto fatto da lei e gli amici. La ragazza si impegna a cercare risposte e fa visita alla famiglia di David Gregg, il ragazzo morto nell'incidente; parlando con loro, si rende pienamente conto di quanto sia stata impattante la morte di David sulle persone a lui vicine. Anche Barry viene investito e, pur sopravvivendo, rimane paralizzato. Julie conforta Ray, che si sente in colpa, e lo convince a rompere il loro voto di silenzio. Indagando, Julie scopre che il responsabile dei messaggi minatori è Bud, il fratello di David, che cerca di ucciderla; lei riesce a sopravvivere grazie all'intervento di Ray e i due decidono di confessare alla polizia quanto hanno fatto.

### Film
Nel film, contrariamente al libro, Julie appare come una ragazza tranquilla e coscienziosa che vive nella cittadina portuale di Croaker ed è all'ultimo anno di liceo. 
Il 4 luglio, la sua amica Helen Shivers vince un concorso di bellezza e le due vanno a festeggiare in spiaggia con i rispettivi ragazzi, Ray e Barry.  Mentre il gruppo è in auto, l'ubriaco Barry distrae Ray, il quale investe accidentalmente un pedone. Temendo ripercussioni, Barry convince gli amici a occultare il corpo gettandolo in mare e di tacere per sempre sull'accaduto. Nonostante Julie sia contraria, finisce per acconsentire. 
Un anno dopo, Julie è andata all'università di Southport, ma è depressa per il rimorso di quanto fatto: trascura sé stessa, non riesce a studiare e ha preso le distanze dagli amici e da Ray. Tornata a casa, riceve una lettera anonima che allude all'incidente di un anno prima. Si riunisce con Helen, Barry e Ray, spiegando loro che l'uomo che avevano investito si chiamava David Egan e che, nonostante il corpo fosse stato recuperato, la sua morte era stata classificata come "annegamento accidentale". Un serial killer armato di uncino (che richiama un'inquietante leggenda metropolitana) comincia a perseguitare il gruppo e le persone a loro vicine. Julie scopre che l'uomo investito da loro un anno prima non era David, ma un altro uomo, Ben Willis, che aveva ucciso David la notte in cui è stato investito. Ben uccide Helen e Barry e cerca di fare lo stesso con Julie, ma la ragazza viene salvata da Ray, che amputa la mano di Ben e lo fa cadere in acqua; il corpo non viene ritrovato e Julie e Ray decidono comunque di continuare a tacere alla polizia l'incidente di un anno prima. La ragazza riacquista una parvenza di normalità, ma riceve un altro biglietto minatorio che fa intendere che Ben è sopravvissuto e che intende continuare a perseguitarla.
Un anno dopo l'accaduto, Julie è sempre più paranoica riguardo a Ben. Lei e la sua nuova amica Karla vincono dei biglietti per le Bahamas, quindi ci vanno con Tye, il fidanzato di Karla, e l'amico di Julie, Will Benson. Le persone intorno a loro cominciano a essere uccise e Julie rischia di morire quando il killer la chiude in un lettino abbronzante, ma viene salvata dai suoi amici. Si scopre che Ben è tornato e che Will è in combutta con lui, essendo suo figlio. Tye viene assassinato, ma Ray sopraggiunge e salva di nuovo Julie uccidendo Will, mentre Julie spara a Ben. La mattina dopo, Julie, Karla e Ray vengono raggiunti dalle autorità.

## Nella cultura popolare
Il personaggio è stato parodiato nel film parodia della saga di Scary Movie: la protagonista Cindy Campbell, interpretata da Anna Faris, è una versione comica di Julie e Sidney Prescott, protagonista della serie cinematografica Scream. Jennifer Love Hewitt è apparsa in un cameo nell'episodio di Crescere, che fatica!, in cui replica una scena in cui Julie urla nel film del 1997.
Nel 2018, Bianca Giselle è stata scelta per la parodia musicale I Know What You Did Last Summer: The Unauthorized Musical, presentata in anteprima all'El Cid di Los Angeles.

## Accoglienza
Il personaggio di Julie ha ricevuto un'accoglienza generalmente negativa a causa della sua personalità noiosa, della sua incompetenza, della sua passività agli eventi e dalla mancanza di qualità redentrici rispetto ad altri personaggi del franchise. Molti hanno espresso l'idea che il ruolo di final girl della storia sarebbe dovuto andare a Helen Shivers, che è più carismatica e ha un migliore arco narrativo. Sono state sollevate critiche sul fatto che, alla fine di ogni film, Julia diventi una "damigella in pericolo" incapace di difendersi dall'antagonista di turno, che necessita del salvataggio del suo ragazzo.
L'evoluzione di Julia nel secondo film della saga è stata apprezzata, nonostante sia stato notato come venga comunque messa in ombra dalla co-protagonista della pellicola, Karla Wilson.
Nel 2021, Julie è stata nominata come uno dei cinque personaggi di un film horror che sarebbe dovuto morire, venendo definita tra le final girl più deboli della cinematografia horror. Ciò nonostante, la sua caratterizzazione è stata elogiata da SlashFilm e l'attrice Jennifer Love Hewitt è stata consacrata al ruolo di "regina urlante" (scream queen) per la sua interpretazione.